# カキノキ科
カキノキ科（カキノキか、学名: Ebenaceae）は、双子葉植物の科。すべて木本で、2属500種ほどが知られている。大部分がカキノキ属。
学名は、1891年にオットー・クンツェによりカキノキ科として発表されたエベヌス属 (Ebenus) にちなむが、この属名は1753年にリンネによりマメ科の植物に命名されていたため、採用されていない。このため、本来なら名称は Diospyraceae となるはずだが、混乱を防ぐために一般的なこの名称が現在も使われている（保存名）。

## 形態・生態
大部分が常緑樹で、温帯産の落葉樹カキノキ（柿）などは例外的である。
花は雌雄別で、放射相称、がくと花弁はそれぞれ合着し、3〜7裂する。子房上位。がくは花後も残り（柿のへた）、果実は多くが液果。種子は大きく胚乳が多い。

## 分布
熱帯・亜熱帯を中心に分布する。

## 人間との関わり
カキノキのほか、熱帯で果樹として利用されるものが数種ある。また、材は堅いので材木として利用されるものが多く、特にコクタン（黒檀）が有名である。

## 下位分類
- カキノキ属 Diospyros - カキノキ、マメガキ、コクタン
- Euclea
- Lissocarpa
- Tetraclis

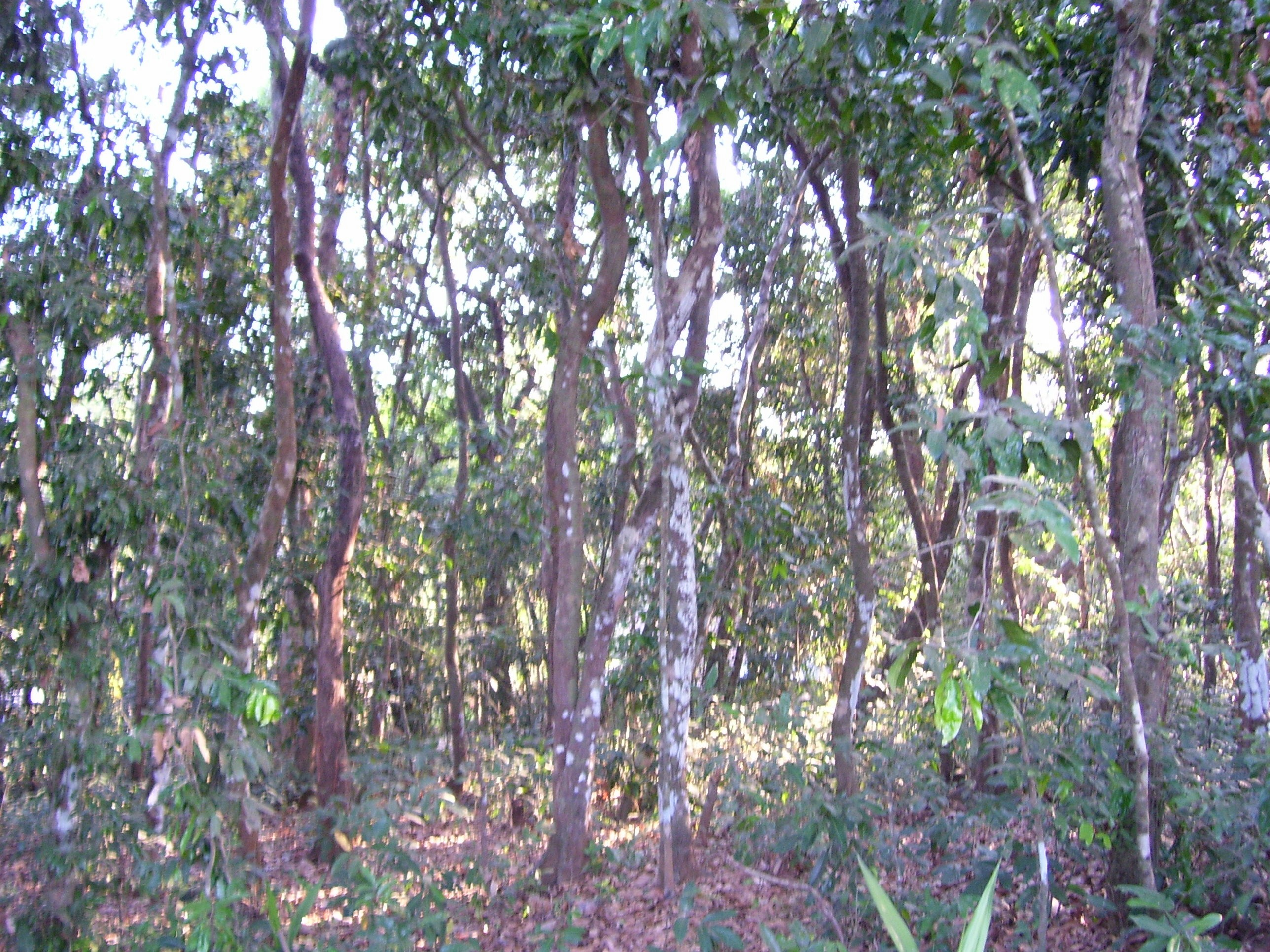
コクタン
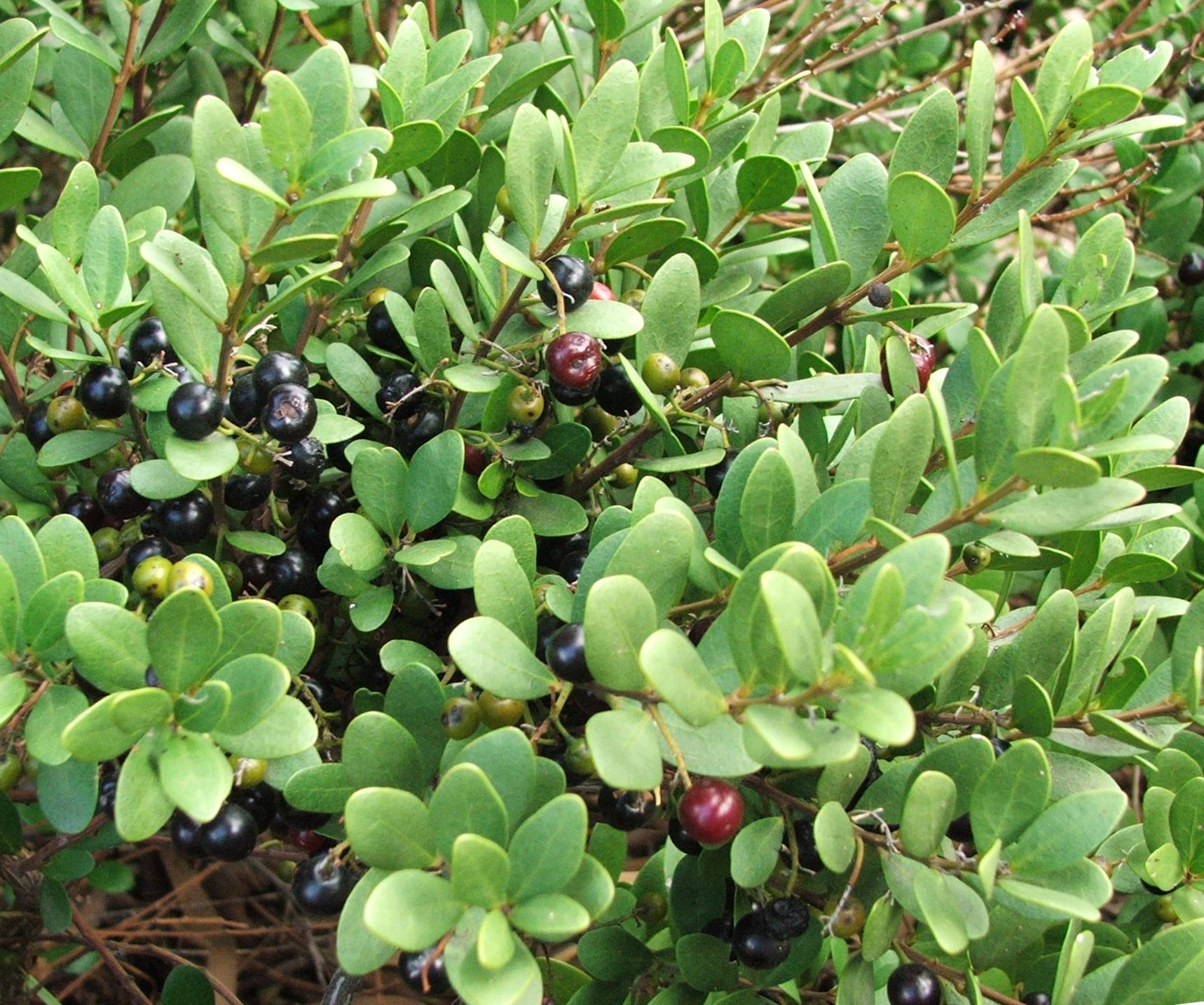
Euclea racemosa